# Gran Moderación

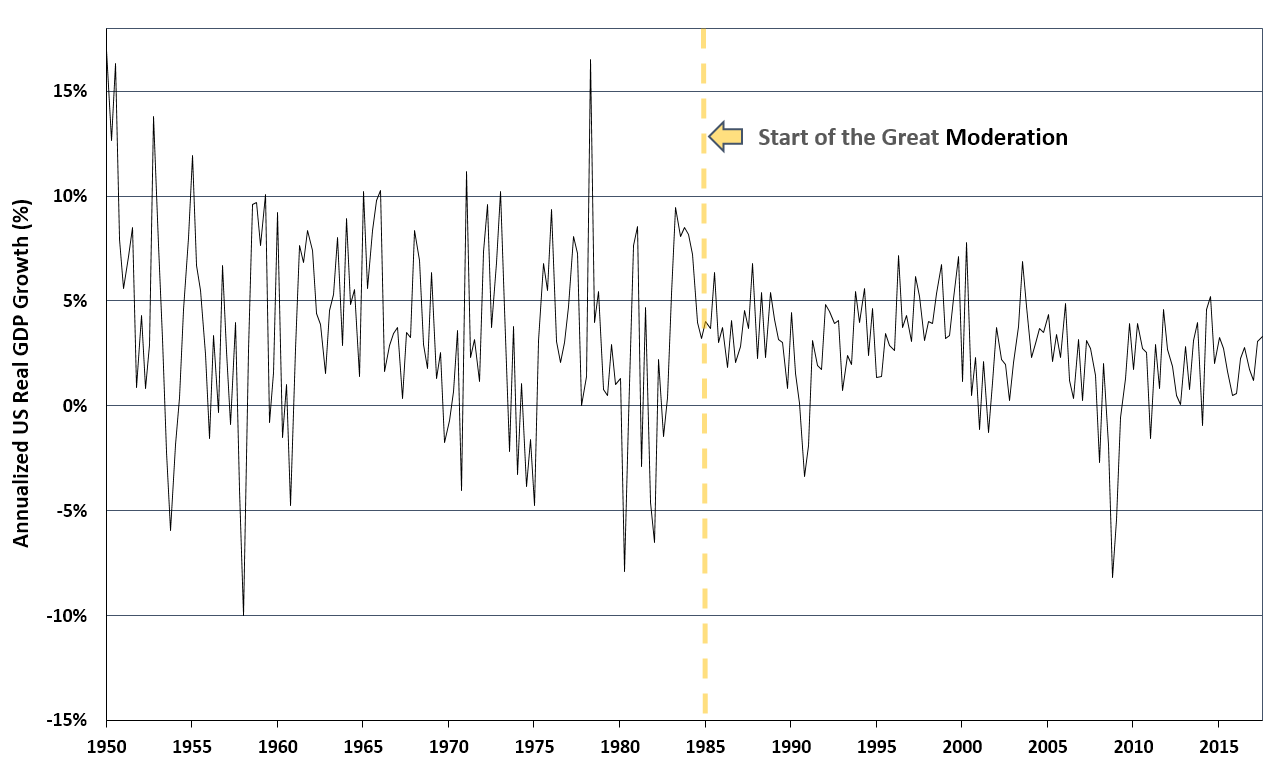
US annualized real GDP growth from 1950 to 2010, showing the years of the Great Moderation.

La Gran Moderación fue un concepto con el que los economistas partidarios del modelo de crecimiento de los años 1990 describían lo que percibían como el fin de la volatilidad económica (los ciclos económicos de crecimiento, crisis y depresión), que se habría producido gracias al sistema financiero de finales del siglo XX y que tendría carácter permanente. La expresión fue acuñada por James Stock, de la Universidad de Harvard.  La validez de ese concepto quedó cuestionada con la crisis de 2008, que había comenzado con la quiebra de Lehman Brothers y el pánico financiero de finales de 2007.

## Introducción
A mediados de los años 1980, las principales variables económicas (producto nacional bruto, índice de producción industrial, salarios y tasa de desempleo) comenzaron a experimentar un descenso notable en cuanto a su volatilidad.  Un grupo de investigación explicitó su análisis de las causas de tal moderación como: "improved policy, identifiable good luck in the form of productivity and commodity price shocks, and other unknown forms of good luck."  La mayor predictibilidad de los escenarios económico y financiero causaron que las empresas tuvieran mucha menos necesidad de mantener capital, y se sintieron mucho menos preocupadas a la hora de mantener posiciones de liquidez. Tal despreocupación, a su vez, pudo haber sido uno de los factores que desencadenaron el aumento de los niveles de endeudamiento, dada la reducción en la prima de riesgo que los inversores demandaban.

## Origen del término
Chang-Jin Kim y Charles Nelson en 1999] y Margaret McConnell y Gabriel Pérez-Quirós en 2000 observaron que la volatilidad del producto interior bruto de EE. UU. había disminuido sustancialmente en la década de 1980. Este fenómeno se dio a conocer como "gran moderación", en un artículo de James Stock y Mark Watson de 2002, "¿el ciclo económico ha cambiado y por qué?". Y se dio a conocer al público en general por Ben Bernanke (entonces miembro de la Junta de Gobernadores de la Reserva Federal ) en un discurso de las reuniones de 2004 de la Asociación Económica del Este.

## Causas
La Gran Moderación se ha atribuido a varias causas:
- Mejora de la política de estabilización económica del gobierno (política monetaria en particular)[8]
- Mayor independencia del banco central, en el que la oferta monetaria equilibrada Fed más estrechamente con la demanda[9][10]
- Reducción o estabilización de la regulación gubernamental e impuestos[11]
- Mejora el control de inventario y gestión de la cadena de suministro[8]
- Buena suerte económica (en parte, de la productividad y la crisis de los precios de los productos básicos)[12][13]
- Una explicación menos optimista es que simplemente se alargó la llegada de la siguiente fase de contracción hasta la Gran Recesión debido a la relajación en las regulaciones bancarias estadounidenses y otros factores que contribuyeron a esta última.[14]

Los investigadores de la Reserva Federal de EE. UU. y del Banco Central Europeo han rechazado la explicación de la "buena suerte" y lo atribuyen principalmente a la mejora de las políticas monetarias. Según John B. Taylor, creador de la regla de Taylor, la Gran Moderación  fue el resultado del abandono de la política macroeconómica discrecional por parte del gobierno federal, así como la adopción en su lugar de una política macroeconómica basada en reglas de trabajo (principalmente a través de la política monetaria). La investigación ha indicado que la política monetaria de EE. UU. contribuyó a la caída la volatilidad de las fluctuaciones del producto de Estados Unidos y de la disociación de la inversión de los hogares en el ciclo económico que caracterizó la Gran Moderación.

## Efectos
Se ha sugerido que la mayor previsibilidad de los resultados económicos y financieros asociados a la Gran Moderación indujo a las empresas a tener menos capital y estar menos preocupados por las posiciones de liquidez. Esto, a su vez, se cree que fue un factor que fomento el aumento de los niveles de deuda y la reducción de las primas de riesgo exigida por los inversores. Según Hyman Minsky la gran moderación activado un período clásico de la inestabilidad financiera, con un crecimiento estable, fomentando una mayor toma de riesgos financieros.[cita requerida]

### En la profesión económica
La Gran Moderación produjo, hasta el 2008, un exceso de confianza en algunos economistas, como muestra el discurso presidencial de Robert Lucas, en 2003, a la American Economic Association, donde declaró que "el problema central de la prevención de la depresión ha sido resuelto, a todos los efectos prácticos ".

## Posible final
Algunos economistas especulan que la crisis económica y financiera de fines de la década de 2000 puede señalar el final del periodo de la Gran Moderación. Richard Clarida de PIMCO considera el período de la Gran Moderación abarca aproximadamente entre 1987 a 2007, y se caracterizaba por "una política predecible, baja inflación y ciclos económicos atenuados".